# Bjergtrøjen (Giro d'Italia)
Maglia azzurra (italiensk for "azurblå trøje") (tidligere Maglia verde) bliver præmieret til føreren af bjergkonkurrencen i Giro d'Italia. Point bliver uddelt til de første ryttere over kategoriserede stigninger. Kategoriseringen vurderes efter vanskelighedsgraden og hvor på etapen stigningen er. Bonuspoint bliver givet hvor målstregen er på toppen af en stigning, og til de første ryttere over Cima Coppi, et navn som gives til det højeste punkt under Giroen. Cima Coppi blev arrangeret for første gang i 1965 til ære for den italienske cykelrytter Fausto Coppi. 
Gino Bartali har vundet trøjen syv gange, José Manuel Fuente fire gange, mens Claudio Chiappucci, Claudio Bortolotto, Franco Bitossi og Fausto Coppi har vundet tre gange.
Trøjen svarer til den rødprikkede Maillot à pois rouges i Tour de France og den blåprikkede trøje i Vuelta a España.

## Vindere
| - 2025 Lorenzo Fortunato - 2024 Tadej Pogačar - 2023 Thibaut Pinot - 2022 Koen Bouwman - 2021 Geoffrey Bouchard - 2020 Ruben Guerreiro - 2019 Giulio Ciccone - 2018 Chris Froome - 2017 Mikel Landa - 2016 Mikel Nieve - 2015 Giovanni Visconti - 2014 Julián Arredondo - 2013 Stefano Pirazzi - 2012 Matteo Rabottini - 2011 Stefano Garzelli - 2010 Matthew Lloyd - 2009 Stefano Garzelli - 2008 Emanuele Sella | - 2007 Leonardo Piepoli - 2006 Juan Manuel Garate - 2005 José Rujano - 2004 Fabian Wegmann - 2003 Fredy González - 2002 Julio Pérez Cuapio - 2001 Fredy González - 2000 Francesco Casagrande - 1999 Chepe González - 1998 Marco Pantani - 1997 Chepe González - 1996 Mariano Piccoli - 1995 Mariano Piccoli - 1994 Pascal Richard - 1993 Claudio Chiappucci - 1992 Claudio Chiappucci - 1991 Inaki Gaston - 1990 Claudio Chiappucci | - 1989 Luis Herrera - 1988 Andy Hampsten - 1987 Robert Millar - 1986 Pedro Muñoz - 1985 José Luis Navarro - 1984 Laurent Fignon - 1983 Lucien Van Impe - 1982 Lucien Van Impe - 1981 Claudio Bortolotto - 1980 Claudio Bortolotto - 1979 Claudio Bortolotto - 1978 Üli Sutter - 1977 Faustino Fernandez Ovies - 1976 Andres Oliva - 1975 Andres Oliva - 1975 Francisco Galdos - 1974 José Manuel Fuente |